# فرودگاه نظامی وینرایت ایر استیشن
فرودگاه نظامی وینرایت ایر استیشن (به انگلیسی: Wainwright Air Station) یک فرودگاه نظامی باربری است که یک باند فرود شن دارد و طول باند آن ۹۱۴ متر است. این فرودگاه در کشور ایالات متحده آمریکا قرار دارد و در ارتفاع ۱۱ متری از سطح دریا واقع شده است.